# Omatídeo

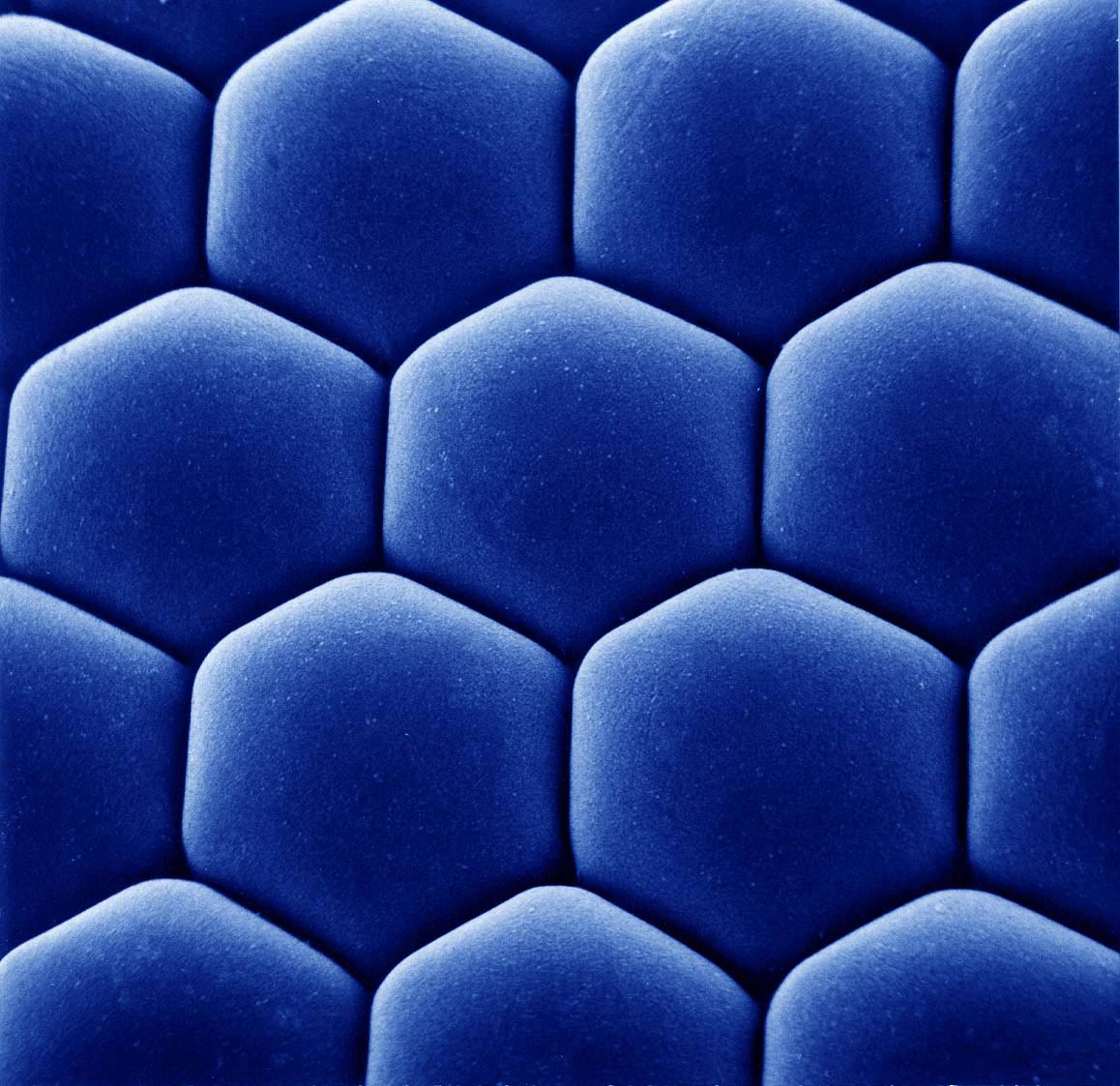
Imagem de microscópio dos omatídeos de um crustáceo marinho.

Em biologia, omatídeos são unidades formadoras dos olhos compostos de um artrópode qualquer, com exceção dos aracnídeos, que têm olhos simples. Os omatídeos podem ir de um pequeno número até aos milhares. É formado por um conjunto de células fotorreceptoras rodeadas por células de suporte (células pigmentares). A parte exterior do omatídeo contém uma camada transparente, denominada cristalino, que funciona como uma lente, responsável pelo foco da imagem. A luz é transmitida às células fotorreceptoras que a transformam num impulso nervoso. Cada omatídeo funciona como um olho individual e possui o seu nervo óptico individual. A dificuldade em matar certos insetos, como moscas, se deve a este fato.